# 30 يوم في السجن (مسرحية)
30 يوم في السجن هي مسرحية كوميدية مصرية من بطولة عادل خيري، ماري منيب، ميمي شكيب، سعاد حسين، عباس فارس، محمد الديب ومحمود لطفي.

## قصة المسرحية
في إطار كوميدي، يزور أمشير صديقه الثري مدحت به الشماشيرى، والذي يطلب منه دخول السجن شهرا بدلا منه في حكم صدر عليه بعد إصابته لأحد الأشخاص، بينما يحاول مدحت التودد لأزهار، تكتشف خطيبته سهير نزواته وجرائمه وتقع في حب أمشير.

## طاقم العمل
- عادل خيري بدور أمشير
- ماري منيب بدور ترنجل أم سهير
- ميمي شكيب بدور أزهار
- سعاد حسين بدور سهير
- عباس فارس بدور إسماعيل بيه جرجير
- محمد الديب بدور مدحت الشماشيري
- محمود لطفي بدور قراقيش